# Corythoichthys amplexus
Corythoichthys amplexus е вид лъчеперка от семейство иглови (Syngnathidae).

## Разпространение
Видът е разпространен в Австралия, Американска Самоа, Индонезия, Нова Каледония, Оман, Палау, Папуа Нова Гвинея, Самоа, Сейшели, Фиджи, Филипини и Япония (Рюкю).